# Simão Kikamba
Simão Kikamba (Sacadica, 1966) è uno scrittore angolano.
Nel 1968 la sua famiglia è emigrata nella Repubblica Democratica del Congo. Tornato in Angola nel 1992, è stato arrestato nel 1994 a causa dell'opposizione politica. Dopo il suo rilascio si è trasferito a Johannesburg, in Sudafrica, dove tuttora vive e lavora.

## Opere
- Senza fermata (Epoché, 2009)

## Premi
Senza fermata, il suo romanzo d'esordio, ha vinto il Charles Bosman Award per la narrativa inglese.